# Chester Krause
Chester "Chet" L. Krause (Helvetia (Wisconsin), 16 de diciembre de 1923 - Iola (Wisconsin), 25 de junio de 2016) fue un numismático estadounidense.

## Biografía
Desde niño aprendió acerca de monedas y filatelia. En 1940, la casa familiar fue destruida en un incendio, pero su colección de monedas sobrevivió. La familia luego se trasladó al pueblo de Iola (Kansas).

### Carrera militar
Chester se graduó de Iola High School en 1941 y fue enrolado en el Ejército en 1943. Le correspondió formar parte del  Batallón 565, bajo la asignación de mecánico. Su unidad posteriormente fue asignada a proteger al General George. S. Patton en el Cuartel General del Tercer Ejército.

## Inicio de los «Catálogos Krause»
Krause terminó su servicio militar en 1946 y regresó a Iola a trabajar como carpintero. En 1952 su interés por la numismática lo condujo a editar y publicar «Numismatic News». La primera edición de fecha 13 de octubre de 1952, fue una sola página en la que presentó la nueva publicación a solamente 600 lectores. Estas ediciones se preparaban en la mesa de la cocina de su casa, con la ayuda de su madre.  Hoy día «Krause Publications» es una de las empresas más grandes del mundo en la edición periódica de libros y catálogos de pasatiempos. La empresa también tiene una división de pasatiempos al aire libre que publica temas sobre caza y la pesca y una división comercial que publica dos revistas para la construcción. La compañía emplea a más de 550 personas.

## Servicio a la comunidad
Como parte de su servicio a la comunidad, Krause se convirtió desde 1991 en un miembro del Consejo Consultivo Nacional (NAC, por sus siglas en inglés), de la Clínica Marshfield. Este Consejo actúa como un consultor de la División de Investigación y Educación de la Clínica, en procura de a mejorar su capacidad de proporcionar una atención sanitaria de calidad a los servicios y continuar con un papel de liderazgo en la investigación biomédica y en los programas de educación.